# Melodifestivalen 2003

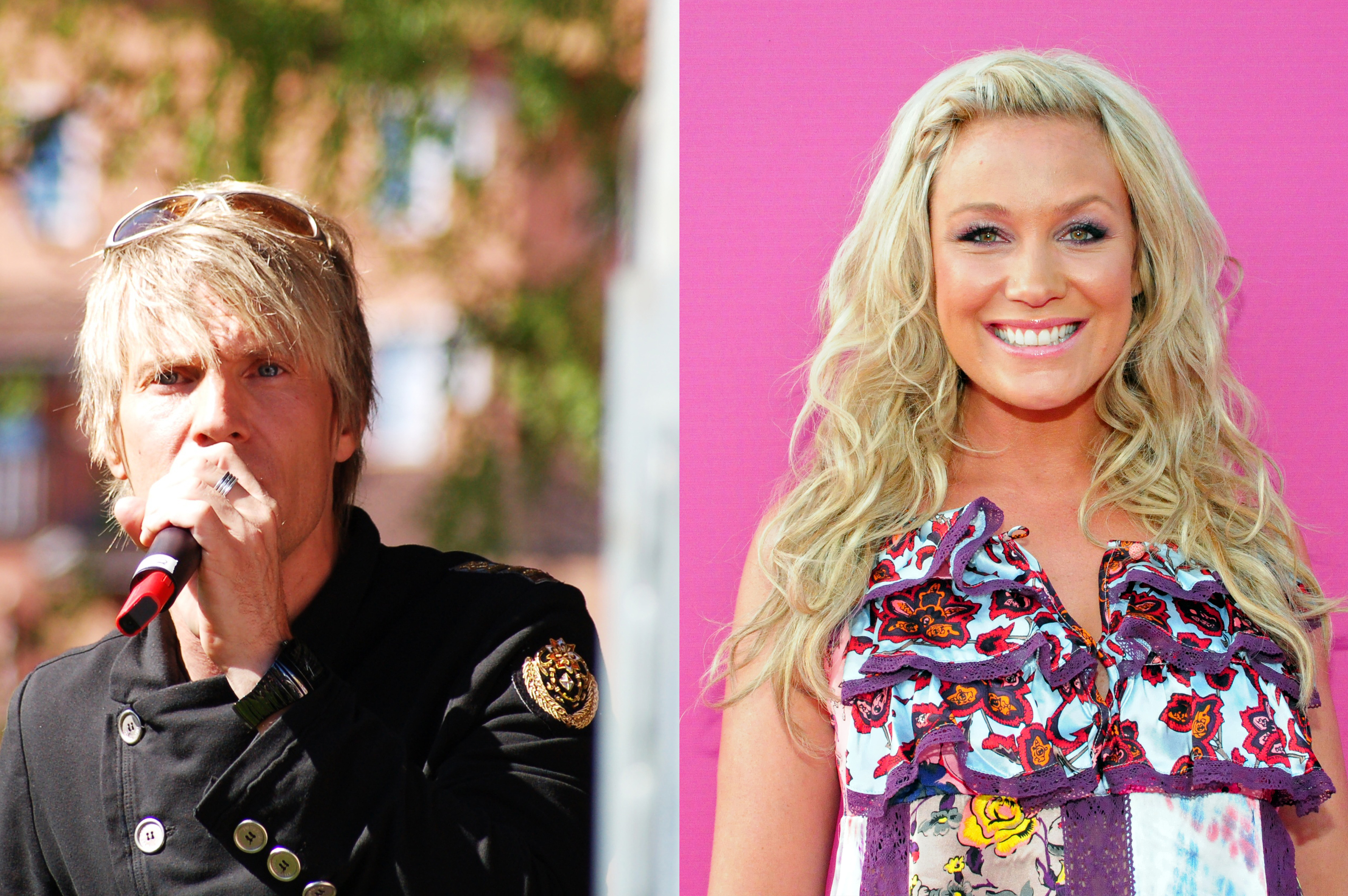
Artistas que formaron parte del Festival que se llevó a cabo en 2003

El Melodifestivalen 2003 constó de cuatro semifinales junto a la denominada noche de la Segunda Oportunidad. Cada una de estos shows elegía dos canciones que tomarían parte en la gran final que tendría lugar en el Globen el 15 de marzo de 2003.
La audiencia de este concurso fue de 3.815.000 espectadores.

## Semifinal en Jönköping
La primera de las semifinales tuvo lugar en el Tipshall de Jönköping el 15 de febrero de 2003 con Charlotte Nilsson, Lena Philipsson y 'Mark Levengood como presentadores. 
Se recibieron un total de 427.090 votos telefónicos.
| Nr. | Artista                          | Canción                     | Texto/Música                                                                       | Votos 1a. ronda | Votos 2a. ronda | Posición | Comentario          |
| --- | -------------------------------- | --------------------------- | ---------------------------------------------------------------------------------- | --------------- | --------------- | -------- | ------------------- |
| 1   | Crosstalk                        | Stronger                    | Mattias Reimer y Lars Edvall                                                       | 14 651          | 0               | 6        |                     |
| 2   | DeDe López                       | Someone, Somewhere, Someday | Mattias Holmlund y Peter Ågren                                                     | 5 386           | 0               | 7        |                     |
| 3   | Méndez                           | Carnaval                    | Leopoldo Méndez, Patrik Henzel, Gustav Jonsson, Tommy Tysper y Markus Sepehrmanesh | 26 836          | 34 576          | 3        | Segunda oportunidad |
| 4   | Alive y Jesse Martin             | Ingen annan                 | Mattias Reimer y Lars Edvall                                                       | 5 341           | 0               | 8        |                     |
| 5   | Jill Johnson                     | Crazy in Love               | Lennart Wastesson, Larry Forsberg y Sven-Inge Sjöberg                              | 42 697          | 48 786          | 2        | Gran final          |
| 6   | Da Buzz                          | Stop! Look! Listen!         | Per Lund, Urban Robertsson, Joakim Udd y Peter Boström                             | 16 817          | 0               | 5        |                     |
| 7   | Markus Landgren                  | Televisión                  | Peter Sahlin y Pernilla Sahlin                                                     | 19 997          | 25 998          | 4        | Segunda oportunidad |
| 8   | Pernilla Wahlgren y Jan Johansen | Let Your Spirit Fly         | Ola Höglund y Anders Dannvik                                                       | 95 703          | 90 302          | 1        | Gran final          |

## Semifinal en Gotemburgo
La segunda semifinal tuvo lugar en el Scandinavium de Gotemburgo el 22 de febrero con Carola y Mark Levengood como presentadores.
Se recibieron 630.826 votos telefónicos.
| N.º | Artista                 | Canción                   | Texto/Música                                                   | 1.ª ronda | 2.ª ronda | Posición | Comentario          |
| --- | ----------------------- | ------------------------- | -------------------------------------------------------------- | --------- | --------- | -------- | ------------------- |
| 1   | Andrés Esteche          | Just Like a Boomerang     | Tobias Lundgren, Johan Fransson, Tim Larsson y Niklas Edberger | 29 223    | 0         | 5        |                     |
| 2   | Sanna Nielsen           | Hela världen för mig      | Thomas G:son                                                   | 46 841    | 79 015    | 2        | Gran final          |
| 3   | Kerli y los Locatellies | Let's Go                  | Jonas Liberg y Johan Ekman                                     | 15 334    | 0         | 7        |                     |
| 4   | Pandora                 | You                       | Jan Johansen, Shirley Clamp y Tania Clamp                      | 10 496    | 0         | 8        |                     |
| 5   | Brandsta City Släckers  | 15 minuter                | Niclas Arn, Karl Eurén y Gustav Eurén                          | 42 354    | 52 459    | 4        | Segunda oportunidad |
| 6   | Fame                    | Give Me Your Love         | Carl Lösnitz y Calle Kindbom                                   | 69 283    | 125 975   | 1        | Gran final          |
| 7   | Anna-Lena Höglund       | Better Believe It         | Anna-Lena Högdahl, Bobby Ljunggren y Tommy Lydell              | 26 285    | 0         | 6        |                     |
| 8   | Alcázar                 | Not a Sinner, Nor a Saint | Lotta Ahlin, Bobby Ljunggren y Tommy Lydell                    | 63 702    | 69 859    | 3        | Segunda oportunidad |

## Semifinal en Luleå
La tercera semifinal tuvo lugar en el Arcushall de Luleå el 1 de marzo con Lill-Babs y Mark Levengood como presentadores.
Un total de 340.051 votos telefónicos fueron recibidos.
| N.º | Artista                       | Canción              | Texto/Música                                                                 | 1.ª ronda | 2.ª ronda | Posición | Comentario          |
| --- | ----------------------------- | -------------------- | ---------------------------------------------------------------------------- | --------- | --------- | -------- | ------------------- |
| 1   | Barbados                      | Bye, Bye             | Lotta Ahlin, Bobby Ljunggren y Tommy Lydell                                  | 36 287    | 38 144    | 2        | Gran final          |
| 2   | Shanna Smith                  | Tonigh's the Night   | Richard Evelind                                                              | 5 861     | 0         | 8        |                     |
| 3   | Nanne Grönvall                | Evig kärlek          | Nanne Grönvall y Peter Grönvall                                              | 11 771    | 0         | 7        |                     |
| 4   | Sarek                         | Genom eld och vatten | Mårten Eriksson y Stina Jadelius                                             | 55 934    | 58 138    | 1        | Gran final          |
| 5   | Sofia Källgren y Robert Wells | My Love              | Marcos Ubeda                                                                 | 22 381    | 0         | 5        |                     |
| 6   | Liverpool                     | Love Is All          | Lennart Wastesson, Larry Forsberg y Sven-Inge Sjöberg                        | 23 105    | 19 615    | 4        | Segunda oportunidad |
| 7   | Shirley Clamp                 | Mr. Memory           | Lotta Ahlin, Bobby Ljunggren y Tommy Lydell                                  | 11 962    | 0         | 6        |                     |
| 8   | Style                         | Stay the Night       | Tommy Ekman, Christer Sandelin, Jonas Stadling, Olle Törnström y Brian Hobbs | 37 145    | 19 708    | 3        | Segunda oportunidad |

## Semifinal en Sundsvall
La cuarta y última semifinal tuvo lugar en el Nordichall de Sundsvall el 8 de marzo con Roger Pontare y Mark Levengood como presentadores. Se recibieron un total de 443.689 votos telefónicos.
| N.º | Artista           | Canción                 | Texto/Música                                          | Votos 1.ª ronda | Votos 2.ª ronda | Posición | Comentario          |
| --- | ----------------- | ----------------------- | ----------------------------------------------------- | --------------- | --------------- | -------- | ------------------- |
| 1   | Sahlene           | Unbreakable             | Anna-Lena Högdahl, Robert Olausson y Bobby Ljunggren  | 20 817          | 0               | 5        |                     |
| 2   | Fernando Brito    | No dudes en llamarme    | Fernando Brito y Johan Larsson                        | 7 526           | 0               | 8        |                     |
| 3   | Bubbles (banda)   | TKO (Knock You Out)     | Lars Erlandsson, Fredrik Lenander y Paul Rein         | 37 669          | 44 994          | 3        | Segunda oportunidad |
| 4   | Maarja            | He Is Always On My Mind | Mattias Reimer y Lars Edvall                          | 14 221          | 0               | 6        |                     |
| 5   | Östen med Resten  | María                   | Lennart Wastesson, Larry Forsberg y Sven-Inge Sjöberg | 69 716          | 86 354          | 1        | Gran final          |
| 6   | Lina Hedlund      | Nothing Can Stop Me     | Torbjörn Petersson y Anna-Lena Högdahl                | 20 878          | 27 581          | 4        | Segunda oportunidad |
| 7   | Mikael Erlandsson | Tills jag mötte dig     | Christian Antblad y Tommy Denander                    | 10 581          | 0               | 7        |                     |
| 8   | Afro-dite         | Aqua Playa              | Marcos Ubeda                                          | 51 974          | 51 378          | 2        | Gran final          |

## Segunda oportunidad
Para aquellas canciones que se habían clasificado en tercera y cuarta posición existía una segunda oportunidad en el programa de televisión Söndagsöppet del 9 de marzo de 2003 con Marianne Rundström y Rickard Olsson como presentadores.
Se recibieron 341.866 votos telefónicos.
| N.º | Artista                | Canción                  | Votos   | Posición | Comentario |
| --- | ---------------------- | ------------------------ | ------- | -------- | ---------- |
| 1   | Méndez                 | Carnaval                 | 33 315  | 5        |            |
| 2   | Markus Landgren        | Televisión               | 21 763  | 7        |            |
| 3   | Brandsta City Släckers | 15 minuter               | 44 191  | 3        |            |
| 4   | Alcázar                | Not a Sinner Nor a Saint | 102 240 | 1        | Gran final |
| 5   | Liverpool              | Love Is All              | 28 060  | 6        |            |
| 6   | Style                  | Stay the Night           | 21 490  | 8        |            |
| 7   | Bubbles                | TKO                      | 55 596  | 2        | Gran final |
| 8   | Lina Hedlund           | Nothing Can Stop Us Now  | 35 211  | 4        |            |

## Final en Estocolmo
La final tuvo lugar el 15 de marzo en el Globen de Estocolmo con Jonas Gardell y Mark Levengood de presentadores.
| N.º | Artista                          | Canción                  | Puntos | Posición |
| --- | -------------------------------- | ------------------------ | ------ | -------- |
| 1   | Pernilla Wahlgren y Jan Johansen | Let Your Spirit Fly      | 178    | 2        |
| 2   | Jill Johnson                     | Crazy in Love            | 122    | 4        |
| 3   | Sanna Nielsen                    | Hela världen för mig     | 93     | 5        |
| 4   | Fame                             | Give Me Your Love        | 240    | 1        |
| 5   | Barbados                         | Bye Bye                  | 7      | 10       |
| 6   | Sarek                            | Genom eld och vatten     | 55     | 6        |
| 7   | Afro-dite                        | Aqua Playa               | 48     | 7        |
| 8   | Östen med Rösten                 | María                    | 21     | 8        |
| 9   | Alcázar                          | Not a Sinner Nor a Saint | 172    | 3        |
| 10  | Bubbles                          | TKO                      | 10     | 9        |

## Sistema de votación
Cada uno de los 11 distritos suecos otorgaba de 12, 10, 8, 6, 4, 2 a 1 puntos a través de un jurado. Aparte de esto, el voto telefónico otorgaba 132, 110, 88, 66, 44, 22 y 11 puntos.
Se recibieron 1.230.751 votos telefónicos.
| Artista           | Luleå | Umeå | Sunds. | Falun | Karls. | Örebro | Norrk. | Gotemb. | Växjö | Malmö | Estoc. | Jurado | % llamadas | Ptos. Teléfono | Total | Posición |
| ----------------- | ----- | ---- | ------ | ----- | ------ | ------ | ------ | ------- | ----- | ----- | ------ | ------ | ---------- | -------------- | ----- | -------- |
| Wahlgren/Johansen | 2     | 6    | 10     | 12    | 6      | 8      | 12     | 6       | 12    | 6     | 10     | 90     | 156 702    | 88             | 178   | 2        |
| Johnson           | 12    | 10   | 12     | 10    | 8      | 10     | 8      | 10      | 4     | 10    | 6      | 100    | 116 440    | 22             | 122   | 4        |
| Nielsen           | -     | -    | 2      | 1     | 4      | -      | 4      | 8       | 8     | -     | -      | 27     | 136 984    | 66             | 93    | 5        |
| Fame              | 6     | 12   | 4      | 6     | 12     | 12     | 10     | 12      | 10    | 12    | 12     | 108    | 229 753    | 132            | 240   | 1        |
| Barbados          | -     | 1    | -      | -     | 2      | -      | -      | -       | 2     | 2     | -      | 7      | 37 132     | 0              | 7     | 10       |
| Sarek             | 4     | -    | -      | 4     | -      | -      | -      | -       | 1     | -     | 2      | 11     | 127 143    | 44             | 55    | 6        |
| Afro-Dite         | 8     | 8    | 8      | 2     | 1      | 6      | 6      | 4       | -     | 1     | 4      | 48     | 59 520     | 0              | 48    | 7        |
| Östen             | -     | 2    | 6      | -     | -      | 1      | 1      | -       | -     | -     | -      | 10     | 92 722     | 11             | 21    | 8        |
| Alcázar           | 10    | 4    | -      | 8     | 10     | 4      | 2      | 2       | 6     | 8     | 8      | 62     | 182 376    | 110            | 172   | 3        |
| Bubbles           | 1     | -    | 1      | -     | -      | 2      | -      | 1       | -     | 4     | 1      | 10     | 91 979     | 0              | 10    | 9        |